# Josep Hospitaler i Caballer
Josep Hospitaler i Caballer (* im 18. oder 19. Jahrhundert in València; † 1873 in Maó, Menorca) war ein katalanischer Autor.

## Leben
Sein Geburtsdatum und sein Werdegang, bevor er nach Menorca übersiedelte, sind nicht dokumentiert. Josep Hospitaler wird in den historischen Unterlagen als Gründer und Direktor der ersten Hochschule von Maó (Collegi Maonès) auf Menorca genannt, an der er selbst einige Jahre unterrichtete. Nach der Revolution von 1868 war er Mitglied der städtischen Kommission für Bildung. Er ist auch Autor des menorquinischen Wörterverzeichnisses Vocabulario castellano – menorquin, Erstausgabe 1869. Er verfasste 1864 ein Diccionario castellano-menorquin, welches als vollständiges Wörterbuch und Reiseführer für die sogenannten forasteros (Festlandspanier) galt, die nach Menorca reisten. 1858 bis 1866 war er Direktor der Tageszeitung Diario de Mallorca und bis 1896 leitete er die Redaktion des Diario de Mahón.